# Валентина Монета
Валентина Монета (на италиански: Valentina Monetta) е санмаринска поп и джаз певица.

## Биография
Родена е в град Сан Марино – столица на Република Сан Марино, на 1 март 1975 г.
Първите опити на Валентина на музикалната сцена са като вокал на група „Тиберио“, с които изпълнява черна музика (ритъм енд блус, соул, фънк, ейсид джаз). С втората си група „Парафънки“ тя сменя стила на хип-хоп. През това време Валентина записва и с Моника Джакомобоно, като съвместният им проект по-късно добива известност като „Харем Б“, откъдето и самата Моника започва да се изявява с псевдонима Моника Харем. В търсенето на свой стил Валентина си сътрудничи още с Марсело Сутера, Никола Перук и Набук, като същевременно не изоставя и влечението си към джаз музиката. Записва вокали към песни на Силви Вартан, ДиДжей Мастър Фрийз, Бомбос, Елена Катанео.

## Самостоятелна кариера
Първият ѝ самостоятелен сингъл излиза през 2002 година – „Sharp“, издаден от Sony Music Entertainment. Четири години по-късно Валентина се присъединява към проекта „Ту блак“, с който същата година издава „Waves of Love“ (песента, дала име на албума, е римейк на популярната в миналото „In alto mare“, изпълнена от Лоредана Берте). От този диск Монета пуска през 2006 година на отделен носител и сингъла „Vai“. Със следващия си сингъл „Se non ci sei tu“ (Ако не си тук) тя участва на вътрешните финали в Сан Марино за „Евровизия 2008“, но не се класира. Заедно с триото „Май фънки валънтайн“ Валентина издава албума „Il mio gioco preferito“ (Моята любима игра). На сцената на театър „Титано“ в Сан Марино изпълнява музикалния монолог „Но каква е разликата?“, посветен на Орнела Ванони. Негов режисьор е Фабрицио Раджи.

## Евровизия
След неуспешния опит през 2008 година Валентина е избрана от санмаринската телевизия SMTV да представи страната на „Евровизия 2012“ с песента „The Social Network Song oh oh-uh-oh oh“, чийто композитор е Ралф Зигел. В своя полуфинал тя се класира на четиринайсето място. Телевизията на Сан Марино започва да получава отзиви от фенове на фестивала, в които те предлагат изпълнителя от тази страна да пее на италиански, а не на английски език. Медията създава специална комисия от трима професионални музиканти – Роберто Морети, Роберто Монти и Масимилиано Месери, на които е възложена задачата да изберат песен, с която Сан Марино да се представи през 2013 година. В крайна сметка тримата се спират на композицията „Crisalide“ (Какавида) на Ралф Зигел. Той предлага за изпълнител да бъде поканена отново Валентина Монета. Тя прави два записа на песента – на английски и италиански език, но на „Евровизия“ решава да пее на италиански. Текстът е на Мауро Балестри.
През 2014 година става ясно, че ще представи страната си на „Евровизия“ за трети пореден път. Тогава тя успява да премине на финала, където завършва на двайсет и четвърта позиция, което е най-доброто представяне на страната от всички участия дотогава.
Преди участието си в конкурса на „Евровизия“ Валентина издава своя трети студиен албум „Sensibilità“ (Чувственост).

## Дискография

### Албуми
- 2011 – Il mio gioco preferito (Моята любима игра)
- 2013 – La storia di Valentina Monetta (Историята на Валентина Монета)
- 2014 – Sensibilità (Чувственост)

### Сингли
| Година | Сингъл                  | Превод           |
| ------ | ----------------------- | ---------------- |
| 2002   | Sharp                   | Бърз             |
| 2007   | Vai                     | Върви            |
| 2008   | Se non ci sei tu        | Ако не си тук    |
| 2012   | The Social Network Song | Социалната мрежа |
| 2013   | Crisalide               | Какавида         |
| 2014   | Maybe                   | Може би          |